# Philadelphia Liberty-medaljen

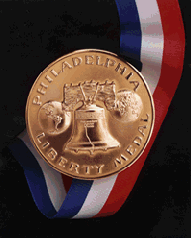
Medaljen

Philadelphia Liberty-medaljen (engelska: Philadelphia Liberty Medal) är ett amerikanskt pris för mänskliga rättigheter som delas av National Constitution Center. Det grundades år 1989 till minnen av USA:s grundlags 200-årsjubileum. Medaljen delas för dem som har arbetat för frihet.
Ursprungligen delades medaljen av fonden Philadelphia Foundation men NCC tog över ansvaret år 2006. Då fick både Bill Clinton och George Bush den äldre medaljen. Medaljen kan också delas till en organisation. Medaljens band består av samma färgar (rött, vitt och blått) som finns i USA:s flagga:
- medaljs band

## Lista över mottagarna
| Vuosi | Palkinnon saaja                  | Maa             |
| ----- | -------------------------------- | --------------- |
| 2024  | Ken Burns                        | USA             |
| 2023  | Judy Woodruff                    | USA             |
| 2023  | David Rubeinstein                | USA             |
| 2022  | Volodymyr Zelenskyj              | Ukraina         |
| 2021  | Jimmy Lai                        | Hongkong        |
| 2021  | Loujain al-Hathloul              | Saudiarabien    |
| 2020  | Ruth Bader Ginsburg              | USA             |
| 2019  | Anthony Kennedy                  | USA             |
| 2018  | George W. Bush                   | USA             |
| 2018  | Laura Bush                       | USA             |
| 2017  | John McCain                      | USA             |
| 2016  | John Lewis                       | USA             |
| 2015  | Tenzin Gyatso                    | Tibet           |
| 2014  | Malala Yousafzai                 | Pakistan        |
| 2013  | Hillary Rodham Clinton           | USA             |
| 2012  | Muhammad Ali                     | USA             |
| 2011  | Robert Gates                     | USA             |
| 2010  | Tony Blair                       | Storbritannien  |
| 2009  | Steven Spielberg                 | USA             |
| 2008  | Michail Gorbatjov                | Ryssland        |
| 2007  | Bono                             | Irland          |
| 2007  | DATA (Debt, AIDS, Trade, Africa) | Storbritannien  |
| 2006  | George H. W. Bush                | USA             |
| 2006  | Bill Clinton                     | USA             |
| 2005  | Viktor Jusjtjenko                | Ukraina         |
| 2004  | Hamid Karzai                     | Afghanistan     |
| 2003  | Sandra Day O'Connor              | USA             |
| 2002  | Colin Powell                     | USA             |
| 2001  | Kofi Annan                       | Ghana           |
| 2000  | James D. Watson                  | USA             |
| 2000  | Francis Crick                    | USA             |
| 1999  | Kim Dae Jung                     | Sydkorea        |
| 1998  | George Mitchell                  | USA             |
| 1997  | CNN International                | USA             |
| 1996  | Hussein                          | Jordanien       |
| 1996  | Shimon Peres                     | Israel          |
| 1995  | Sadako Ogata                     | Japan           |
| 1994  | Václav Havel                     | Tjeckoslovakien |
| 1993  | Nelson Mandela                   | Sydafrika       |
| 1993  | Frederik Willem de Klerk         | Sydafrika       |
| 1992  | Thurgood Marshall                | USA             |
| 1991  | Óscar Arias Sánchez              | Costa Rica      |
| 1991  | Läkare utan gränser              | Schweiz         |
| 1990  | Jimmy Carter                     | USA             |
| 1989  | Lech Wałęsa                      | Polen           |

Källa: